# 81. Infanterie-Division (Wehrmacht)
Die 81. Infanterie-Division war ein militärischer Großverband der Wehrmacht im Deutschen Reich.

## Geschichte

### Aufstellung
Die Division wurde am 1. Dezember 1939 als Division der 6. Aufstellungswelle auf dem Truppenübungsplatz Neuhammer durch den Wehrkreis VIII aufgestellt. Einige Abteilungen wurden aus den Wehrkreisen III und IV beigesteuert. Aufgrund der Vielzahl in kurzer Zeit aufgestellter Verbände konnte keine Ausrüstung mit der regulären deutschen Bewaffnung vorgenommen werden. Es wurden vielmehr die Waffen für die Ausrüstung genutzt, die bei der teilweisen Okkupation der Tschechoslowakei von deren Streitkräften erbeutet worden waren. Deshalb erhielten die 13. Kompanien schwere Granatwerfer anstelle der sonst üblichen Infanteriegeschütze (7,5 / 15 cm). Da motorisierte Fahrzeuge fehlten war die Masse der Division bei Aufstellung mit bespannten Fahrzeugen ausgerüstet.
Die Gliederung mit den für den Verband durchgeführten Neuaufstellungen war:
- Divisionsstab
- Infanterie-Regiment 161 (aus Personaleinheiten und Rekruten des Wehrkreises III)
- Infanterie-Regiment 174 (aus Personaleinheiten und Rekruten des Wehrkreises IV)
- Infanterie-Regiment 189 (aus Personaleinheiten und Rekruten des Wehrkreises VIII)
- Artillerie-Regiment 181 (aus Personaleinheiten des Wehrkreises III, IV und VIII)
- Nachrichten-Abteilung 181
- Pionier-Abteilung 181 (bsp.)
- Nachschubtruppen Nr. 181 (bsp.)

In der Aufstellungsphase unterstand die Division von Januar bis Mai 1940 dem Oberkommando des Heeres (OKH).

### Westfeldzug
Per Juni 1940 erfolgte die Unterstellung beim XVIII. Armee-Korps der 9. Armee in der Heeresgruppe B im Raum Soissons.
Im Juli wurde der Verband der 1. Armee bei der Heeresgruppe C zur Verfügung gestellt.

### Beurlaubung
Die Division wurde ab August 1940 beurlaubt. Im Februar 1941 erfolgte die Wiedereinberufung.

### Verlegung nach Frankreich
Von März 1941 an war die Division in Nordfrankreich beim LIX. Armee-Korps der 7. Armee in der Heeresgruppe C mit Besatzungsaufgaben betraut.
Für den geplanten Einsatz in Russland erhielten die drei Infanterie-Regimenter am 12. Dezember 1941 je eine 13. leichte Geschütz-Kompanie, die von der 225. Infanterie-Division abgegeben wurden.

### Verlegung in die Sowjetunion
Nach dem Transport an die Ostfront war der Verband ab Januar 1942 bei der 16. Armee der Heeresgruppe Nord im Einsatz. Im Raum Staraja Russa unterstand die Division dem XXXIX. Armee-Korps.
Im Februar 1942 erfolgte eine Unterstellung beim X. Armee-Korps im gleichen Einsatzraum.
Im Mai 1942 wurde eine Kampfgruppe der Division aus Infanterie-Regiment 189 und II.Abteilung / Artillerie-Regiment 181, die der Heeresgruppe Mitte zur Verfügung gestellt worden war, im Raum Dubno-Toropez in schweren Kämpfen nahezu vernichtet. Nur wenige Truppenteile konnten sich auf Welikije Luki zurückziehen, und beide Einheiten wurden am 31. Mai 1945 aufgelöst.
Die II.Abteilung des Artillerie-Regiment 181 wurde am 1. Juni neu aufgestellt. Das Infanterie-Regiment 189 wurde als solches nicht mehr aufgestellt.

#### Demjansk
Die Division war an der Verteidigung des Kessels von Demjansk beteiligt und hielt den Abschnitt zwischen Michalkino und Jasswy.
Bis in den Oktober hinein dauerten die Stellungskämpfe; dann folgte der Versuch, durch Gegenangriffe an Boden zu gewinnen. Hierbei erlitt die Division erhebliche Verluste, so dass die Operation Mitte November abgebrochen werden musste. Ein Bataillon wurde aufgerieben und wurde neu aufgestellt.
Im November 1942 wird die Division dem II. Armee-Korps unterstellt.
Im Januar 1943 wurde die Division aus dem Raum des ehemaligen Kessels abgezogen; sie verlegte in den Raum Staraja Russa und von dort in den Raum nordwestlich von Nowgorod.

#### Wolchow
Dem XXVIII. Armee-Korps der 18. Armee unterstellt kam die Division ab Februar 1943 am Wolchow zum Einsatz und nahm mit Teilen an der Dritten Ladoga-Schlacht teil.

#### Newel
Im November 1943 wurde die Division dem L. Armee-Korps unterstellt nach Pustoschka in den Raum Newel geworfen, um hier den Durchbruch russischer Angriffsverbände an der Nahtstelle zwischen Heeresgruppe Nord und Heeresgruppe Mitte durch Gegenangriffe erfolgreich abzuriegeln.
Hier übernahm im Dezember 1943 das VIII. Armee-Korps der 16. Armee der Heeresgruppe Nord die Führung.
Nach Stellungskämpfen geriet die Division bei der sowjetischen Offensive am 27. Februar 1944 erneut in heftige Abwehrkämpfe und erlitt schwere Verluste, konnte ihren Abschnitt jedoch noch bis Juni 1944 behaupten. Dabei wurde der Verband im April kurzzeitig dem X. Armee-Korps und ab Mai dann dem II. Armee-Korps unterstellt.

#### Zusammenbruch der Heeresgruppe Mitte
Nach Beginn der am 22. Juni begonnenen sowjetischen Sommeroffensive mit dem Decknamen Operation Bagration wurde die Division Ende Juni per Bahn hastig in den Frontabschnitt an dem Fluss Düna (die heutige Dvina) transportiert, um im Norden der Heeresgruppe Mitte gegen die durchgebrochenen russischen Verbände eingesetzt zu werden. Die Division musste sich aber nach ersten Verlusten hinter die Düna zurückziehen, weil es nicht mehr gelungen war, eine neue Hauptkampflinie aufzubauen.
Der Verband wurde als Teil der Korpsgruppe Kleffel der 16. Armee im Raum Dünaburg zur Verteidigung gezwungen. Ende Juli kämpfte die Division im südostwärts Dünaburg, bis Skrudaliena erreicht war. Als ein russischer Durchbruch auf Riga drohte, wurde die Division in den Raum Birsen verlegt. Von dort sollte sie Anfang August zum Gegenangriff antreten, dem kam jedoch ein sowjetischer Angriff zuvor.
Bei den Abwehrkämpfen erlitt die Division so schwere Verluste, dass sie am 18. August 1944 das Grenadier-Regiment 161 auflösen und mit dem Grenadier-Regiment 189 verschmelzen musste. Auch das Füsilier-Bataillon 61 musste aufgelöst werden, wurde aber am 4. Oktober 1944 neu aufgestellt. Zu dieser Zeitpunkt war die Division derart geschwächt, dass diese nur noch als Divisionskampfgruppe 81 anzusprechen war, die über vier oder fünf Bataillone verfügte. Geführt wurde der Verband im Oktober 1944 vom XXXXVII. Armee-Korps der Armeegruppe Grasser.

### Kurland
Im November 1944 wurde die Division dem XVI. Armee-Korps der 16. Armee bei der Heeresgruppe Nord in Kurland unterstellt und dann im Kurland-Kessel festgesetzt.
Das Füsilier-Bataillon 61 wurde im Februar unter Verwendung des Sicherungs-Bataillon 81 neu aufgestellt. Auch die zuvor am 8. November aufgelöste II.Abteilung / Artillerie-Regiment 181 wurde durch die Umbenennung der II.Abteilung / Artillerie-Regiment 213 neu gebildet.

### Kapitulation
Die Division kapitulierte am 8. Mai 1945 bei Tukkum.

## Unterstellung und Einsatzräume
| Datum         | Korps   | Armee     | Heeresgruppe | Einsatzraum    |
| ------------- | ------- | --------- | ------------ | -------------- |
| Januar 1940   |         |           | z. Vfg. OKH  | Neuhammer      |
| Juni 1940     | XVIII   | 9. Armee  | B            | Soissons       |
| Juli 1940     | Reserve | 1. Armee  | C            | Ostfrankreich  |
| August 1940   |         |           | z. Vfg. OKH  | beurlaubt      |
| März 1941     | LIX     | 7. Armee  | D            | Nordfrankreich |
| Januar 1942   | XXXIX   | 16. Armee | Nord         | Staraja Russa  |
| Februar 1942  | X       | 16. Armee | Nord         | Staraja Russa  |
| November 1942 | II      | 16. Armee | Nord         | Demjansk       |
| Februar 1943  | XXVIII  | 18. Armee | Nord         | Leningrad      |
| November 1943 | L       | 18. Armee | Nord         | Leningrad      |
| Dezember 1943 | VIII    | 16. Armee | Nord         | Newel          |
| April 1944    | X       | 16. Armee | Nord         | Newel          |
| Mai 1944      | II      | 16. Armee | Nord         | Newel          |
| August 1944   | Kleffel | 16. Armee | Nord         | Dünaburg       |
| Oktober 1944  | XXXXVII | Grasser   | Nord         | Birsen         |
| November 1944 | XVI     | 16. Armee | Nord         | Kurland        |
| Februar 1945  | XVI     | 16. Armee | Kurland      | Kurland        |

## Gliederung
| 1939                                                                          | 1944                                                                       |
| ----------------------------------------------------------------------------- | -------------------------------------------------------------------------- |
| - Infanterie-Regiment 161 - Infanterie-Regiment 174 - Infanterie-Regiment 189 | - Grenadier-Regiment 161 - Grenadier-Regiment 174 - Grenadier-Regiment 189 |
|                                                                               | - Füsilier-Bataillon 61                                                    |
| - Artillerie-Regiment 181                                                     |                                                                            |
| - Pionier-Bataillon 181                                                       |                                                                            |
| - Panzerabwehr-Abteilung 181                                                  | - Panzerjäger-Abteilung 181                                                |
| - Nachrichten-Abteilung 181                                                   |                                                                            |
| - Divisions-Nachschubführer 181                                               |                                                                            |

## Kommandeure
| Datum         | Dienstgrad                   | Name                         |
| ------------- | ---------------------------- | ---------------------------- |
| 1. Dez. 1939  | Generalmajor/Generalleutnant | Friedrich-Wilhelm von Loeper |
| 5. Okt. 1940  | Generalmajor                 | Hugo Ribstein                |
| 8. Dez. 1941  | Generalmajor                 | Erich Schopper               |
| 1. März 1943  | Oberst                       | Gottfried Weber              |
| 13. März 1943 | Generalleutnant              | Erich Schopper               |
| 1. Juni 1943  | Oberst                       | Gottfried Weber              |
| 30. Juni 1943 | Generalleutnant              | Erich Schopper               |
| 5. Apr. 1944  | Generalleutnant              | Vollrath Lübbe               |
| 1. Juli 1944  | Oberst der Reserve           | Ernst Meiners                |
| 10. Juli 1944 | Oberst                       | Franz Eccard von Bentivegni  |

## Ritterkreuzträger
| Auszeichnung | Name                   | Datum         | Dienstgrad        | Dienststellung                               |
| ------------ | ---------------------- | ------------- | ----------------- | -------------------------------------------- |
| Ritterkreuz  | Petersdorff, Horst von | 29. Juni 1940 | Hauptmann         | z.V. Kdr III./Inf.Rgt 189 (SA-Brigadeführer) |
| Ritterkreuz  | Mix, Walter            | 18. Dez. 1942 | Oberleutnant d.R. | Chef 9./Gren.Rgt 174                         |
| Ritterkreuz  | Behnken, Hans          | 19. Dez. 1942 | Hauptmann z.V.    | Kdr I./Gren.Rgt 161                          |
| Ritterkreuz  | Scheibig, Erich        | 15. Jan. 1943 | Oberfeldwebel     | Zugführer i. d. 14.(Pz.Jäg)/Gren.Rgt 174     |
| Ritterkreuz  | Schopper, Erich        | 30. Apr. 1943 | Generalleutnant   | Kdr 81. Inf.Div                              |
| Ritterkreuz  | Meiners, Ernst Dr.     | 17. Dez. 1943 | Oberst d.R.       | Kdr Gren.Rgt 161                             |
| Ritterkreuz  | Sulzer, Rudolf         | 11. Jan. 1944 | Hauptmann d.R.    | Kdr II./Gren.Rgt 161                         |
| Eichenlaub   | Mix, Walter            | 22. Feb. 1944 | Hauptmann d.R.    | Kdr II./Gren.Rgt 174                         |
| Ritterkreuz  | Kirsch, Walter         | 6. März 1944  | Oberleutnant d.R. | Chef 7./Gren.Rgt 161                         |
| Ritterkreuz  | Twillemeier, Alois     | 15. März 1944 | Gefreiter         | Kradmelder im Stab/Füs.Btl 81                |
| Ritterkreuz  | Borchardt, Herbert     | 20. März 1944 | Leutnant d.R.     | Stoßtruppführer i. d. 7./Gren.Rgt 189        |
| Ritterkreuz  | Kessler, Wolfgang      | 16. Apr. 1944 | Oberleutnant d.R. | stellv. Führer I./Art.Rgt 181                |
| Ritterkreuz  | Herfurth, Heinz        | 16. Apr. 1944 | Major             | Kdr II./Gren.Rgt 189                         |
| Ritterkreuz  | Pabst, Kurt            | 13. Apr. 1944 | Hauptmann d.R.    | Kdr Div.Füs.Btl 81                           |
| Ritterkreuz  | Eichler, Kurt          | 12. Aug. 1944 | Hauptmann         | Führer II./Gren.Rgt 189                      |
| Ritterkreuz  | Paschke, Werner        | 19. Aug. 1944 | Oberleutnant d.R. | Chef 3./Gren.Rgt 161                         |
| Ritterkreuz  | Morys, Georg           | 2. Sep. 1944  | Oberfeldwebel     | Zugführer i. d. 1./Pz.Jäg.Abt 181            |
| Ritterkreuz  | Lehrig, Herbert        | 10. Sep. 1944 | Leutnant          | Zugführer im II./Gren.Rgt 161                |
| Ritterkreuz  | Allersmeier, Heinz     | 9. Dez. 1944  | Major d.R.        | Führer FEB 181                               |
| Ritterkreuz  | Mielke, Albert         | 23. März 1945 | Feldwebel         | Zugführer i. d. 6./Gren.Rgt 189              |
| Ritterkreuz  | Moeller, Hans          | 14. Apr. 1945 | Oberleutnant      | Chef Jagd.Pz.Kp 1181                         |

## Bekannte Divisionsangehörige
- Gottfried Weber (1899–1958), war 1958, als Generalmajor des Heeres der Bundeswehr Inspizient der Infanterie